# Bradley Bridgewater
Bradley Michael Bridgewater –conocido como Brad Bridgewater– (Charleston, 29 de marzo de 1973) es un deportista estadounidense que compitió en natación.
Participó en los Juegos Olímpicos de Atlanta 1996, obteniendo una medalla de oro en la prueba de 200 m espalda.
Ganó una medalla de plata en el Campeonato Mundial de Natación en Piscina Corta de 2000 y una medalla de bronce en el Campeonato Pan-Pacífico de Natación de 1997.

## Palmarés internacional
| Juegos Olímpicos                    | Juegos Olímpicos         | Juegos Olímpicos  | Juegos Olímpicos |
| Año                                 | Lugar                    | Medalla           | Prueba           |
| ----------------------------------- | ------------------------ | ----------------- | ---------------- |
| 1996                                | Atlanta (Estados Unidos) | Medalla de oro    | 200 m espalda    |
| Campeonato Mundial en Piscina Corta |                          |                   |                  |
| Año                                 | Lugar                    | Medalla           | Prueba           |
| 2000                                | Atenas (Grecia)          | Medalla de plata  | 200 m espalda    |
| Campeonato Pan-Pacífico             |                          |                   |                  |
| Año                                 | Lugar                    | Medalla           | Prueba           |
| 1997                                | Fukuoka (Japón)          | Medalla de bronce | 200 m espalda    |